# Episodi di The Arrangement (prima stagione)
La prima stagione della serie televisiva The Arrangement, composta da 10 episodi, è stata trasmessa in prima visione sul canale E! dal 5 marzo al 7 maggio 2017.
In Italia è inedita.
| n° | Titolo originale  | Titolo italiano | Prima TV USA   | Prima TV Italia |
| -- | ----------------- | --------------- | -------------- | --------------- |
| 1  | Pilot             |                 | 5 marzo 2017   |                 |
| 2  | The Ex            |                 | 12 marzo 2017  |                 |
| 3  | The Leak          |                 | 19 marzo 2017  |                 |
| 4  | Crashing          |                 | 26 marzo 2017  |                 |
| 5  | Temptation        |                 | 2 aprile 2017  |                 |
| 6  | Control           |                 | 9 aprile 2017  |                 |
| 7  | Trips             |                 | 16 aprile 2017 |                 |
| 8  | The Betrayal      |                 | 23 aprile 2017 |                 |
| 9  | Sins              |                 | 30 aprile 2017 |                 |
| 10 | The New Narrative |                 | 7 maggio 2017  |                 |